# Mimosa sensitiva
Mimosa sensitiva es una especie de arbusto en la familia de las fabáceas. Se encuentra en América.

## Distribución
Es originaria de Brasil donde se encuentra en  la Caatinga, el Cerrado y la Mata Atlántica, distribuidas por Pará, Amazonas, Maranhão, Piauí, Ceará, Pernambuco, Bahía, Mato Grosso do Sul, y Minas Gerais.

## Taxonomía
Mimosa sensitiva fue descrita por Carlos Linneo  y publicado en Species Plantarum 1: 518. 1753.
Variedades
- Mimosa sensitiva var. malitiosa (Mart.) Barneby

Sinonimia
var. malitiosa (Mart.) Barneby
- Mimosa malitiosa Mart.		[3]